# Columba hodgsonii
La paloma de Hodgson (Columba hodgsonii) es una paloma de tamaño medio de la familia Columbidae que vive en el noreste de la India y Pakistán y en el Himalaya.

## Descripción
El cuerpo superior de la paloma es moteado, siendo de color marrón o pardo a excepción de su cuello, que, como muchas palomas, es iridiscente. La parte inferior de su cuerpo cuenta con las motas que le dan su nombre en inglés, Speckled wood pigeon. El ave mide 38 centímetros de longitud.